# Tweevlekspiegelloopkever
De tweevlekspiegelloopkever of tweevlekkige snelkever (Notiophilus biguttatus) is een keversoort uit de familie van de loopkevers (Carabidae). De wetenschappelijke naam van de soort werd in 1779 gepubliceerd door Johann Christian Fabricius.

## Kenmerken
Het is een kleine kever met een afgeplat lichaam, ongeveer 5 mm lang, vleugelloos, met gestreepte, glanzende dekschilden, waarvan de helderheid varieert met de invalshoek van het licht.

## Levenswijze
Het voedt zich met kleine ongewervelde landdieren in tuinen, weiden, open bossen